# 小行星6743
小行星6743，又称为廖庆齐星，是由日本天文爱好者圆馆金和渡边和郎于1994年4月8日在北海道北见市发现的主带小行星。
小行星6743以香港太空馆首任馆长廖庆齐命名。